# Морские походы запорожских казаков
Морские походы запорожских казаков — серия морских походов запорожских казаков против Османской Империи и Крымского ханства, основной целью которых было освобождение пленных побратимов, которых мусульманские народы продавали в рабство. Самые успешные походы были под руководством Петра Сагайдачного.
Казаки очень тщательным образом готовились к морским походам. Кроме оружия и военных припасов, запорожцы запасались одеждой и пищей (чаще всего соломахою, сухарями, копченым мясом, крупами). Сурово запрещалось брать алкогольные напитки, а за нарушение данного закона виноватого карали смертью — пьяницу выбрасывали за борт.

## Причины морских походов
Первый известный поход украинских казаков на чайках состоялся в 1492 году на крепость Тягинь (бывший замок Тягин Великого княжества Литовского, Русского, Жемайтского и других земель, которым впоследствии завладел Крымский ханат), где они захватили и потопили османский корабль.
Сначала казаки как сообщество, возможно, не отождествляли себя с Украиной-Русью, наверняка не очень заботились о православной вере и выступали почти как наемное войско и за деньги и трофеи, которые шли на жизнь и перевооружение войска запорожского, выполняли пожелания украинских магнатов, в частности Константина Острожского, австрийского правительства (в те времена Габсбургская монархия иногда тайно использовала казаков, чтобы ослабить давление Османской империи на их собственные границы), польского короля, московского царя, семигородского князя или других власть имущих. К тому же папа Климент VIII также был очень увлечен планами восточной лиги против османов и поощрял казаков к походам. Позже сознание запорожцев изменилось, так что ещё в 1580 году, через польскую нунциатуру казацкие предводители подавали папской курии, планы «грандиозных военных операций против турка» поскольку считали, что османы незаконно захватили колыбель православного христианства Константинополь и его надо отбить обратно. Также известно, что представители Ордена христианских рыцарей вели переговоры о вступлении в него с Войском Запорожским во главе с Петром Конашевичем-Сагайдачным.
Почти все крупные походы на море и суше возглавлял легендарный Пётр Конашевич-Сагайдачный и его соратники. За военный талант и мужество казаки избирали Сагайдачного гетманом несколько раз. Направляя казачество на активную наступательную борьбу против Османской империи, в которой первую роль сыграли черноморские казацкие походы, Сагайдачный добился увеличения запорожской флотилии. Количество чаек в ней достигало нескольких сотен. Цель стратегии морских походов, разработанной Сагайдачным, заключалась в ведении боя на территории врага.
Основным направлением казацкого наступления были берега Малой Азии. Это должно было ослабить экономическую и военную мощь Османской империи. Казаки должны были освобождать из османско-крымскотатарской неволи пленников. Они атаковали несколько крепостей одновременно, но основной удар наносили по самому большому центру. Они пытались уничтожить османский флот в портах и на море.

## Хронология
Началом этих побед стал успешный морской поход запорожцев весной 1602 года. На 30 чайках и нескольких захваченных ранее галерах казаки у берегов Килии вступили в бой с османской эскадрой, которой нанесли поражение. Захватив одну галеру и несколько купеческих судов, казаки вошли в Днестровский лиман, где атаковали корабль Гасана-аги. Затем казаки направились в сторону Аккермана и по пути захватили турецкое судно, которое направлялось из Кафы. Дождавшись попутного ветра, казаки направились в сторону устья Днепра.
В 1606 году запорожцы под командованием гетмана Григория Изаповича совершали набеги на города черноморского побережья, в частности Килию и Аккерман. Они захватили в море 10 османских галер с богатыми припасами и пленниками. В том же году казаки под командованием Сагайдачного захватили Варну, в которой было захвачено богатое количество трофеев на общую сумму 180 тысяч золотых монет.
В следующем 1607 году казаки во главе с Петром Сагайдачным разбили османскую флотилию около Очакова. В следующем году казаки захватили Перекоп, который обороняли 1400 янычары. После захвата Перекопа были освобождены тысячи христианских пленников. В 1609 году казаки на 16 чайках прошли в устье Дуная и разграбили Килию и Измаил. Затем одна часть войска казаков захватила Аккерман, а другая высадилась около Кафы и захватила город.
В 1612 году казацкая флотилия, составлявшая 60 чаек, совершила поход на Гезлев, Бабадаг, Варну и Несебыр — все эти города были разграблены казаками. В 1613 году казаки отправились в поход на черноморские города Крымского ханства, которые завершились успешно. По приказу султана в устье Днепра была отправлена эскадра с целью преградить казакам возвращение домой. Ночью казаки неожиданно на чайках атаковали эскадру и захватили шесть галер.
В 1614 году во время морского похода шторм разметал флотилию казаков, некоторые из которых оказались в Анатолии. Выжившие казаки были убиты или проданы в рабство, но в июле того же года казаки разорили города и сёла на черноморском побережье Османской империи. Город Синоп подвергся жестокому разграблению и был сожжён. В 1615 году казаки на 80 чайках приблизились к Стамбулу, гарнизон которого составил 24 тысячи янычар и 6 тысяч сипахов. Казаки сожгли два порта — Мизевну и Архиоку. Султан отправил за ними в погоню эскадру, но она потерпела поражение в битве у устья Дуная. Казаки захватили несколько галер. которые были сожжены у Очакова на глазах гарнизона города. Раненый командующий эскадрой просил за себя выкуп в размере 30 тысяч монет, но умер в плену, не дождавшись освобождения.
Весной 1616 года казаки под предводительством Сагайдачного снова отправились в поход против османов. В устье Днепра их уже ждал османский флот, которомц было нанесено поражение. Казаки захватили 15 галер и более 100 вспомогательных судов, а Али-паша сумел сбежать. В штурме Кафы принимали участие 700 донских казаков, город был разграблен и было освобождено большое количество христианских пленников. Осенью того же года казаки совершили поход на Самсун, но поход не удался из-за шторма, потопившего у казаков 26 галер. 2000 казаков высадились на берег и захватили Трапезунд, а затем вступили в бой с эскадрой под командованием адмирала Циколи-паши, потопив три турецких корабля. Вскоре казаки разграбили и разрушили Синоп и вернулись в Запорожскую сечь.
В 1617 году казаки под командованием Дмитрия Барабаша снова добрались до Стамбула. Современники писали, что казаки «заблистали своими походными огнями у окна самого сераля». Казаки разгромили османскую эскадру на подступах к гавани, и османский султан потребовал от Речи Посполитой повлиять на казаков и прекратить их морские походы. Чтобы заставить шляхту принять его условия, султан послал большое войско в Украину.
Коронный гетман Станислав Жолкевский, не уверенный в победе польских войск, решил заключить мир с турками. Это произошло 17 сентября 1617 года в городке Буше. Поляки обязывались обуздать казаков и запретить им выходить в Чёрное море, а если они нарушат эти условия — всех истребить.
Однако угрозы не запугали запорожцев. В течение всего летнего периода 1619 года они успешно действовали на Чёрном море. В морских походах 1620 года в целом приняли участие около 1500 чаек, а столкновения с османами велись с ранней весны до поздней осени.
Весенний морской поход 1621 года для запорожцев был неудачным, но уже летом заново сформированная флотилия казаков разгромила османскую эскадру, потопив 20 галер, а остальные заставила бежать. Казаки напали на Стамбул и Галац. В это время на море действовала 10-тысячная флотилия запорожцев. Первая четверть XVII века стала вершиной славы казацкого флота. Украинские историки называют 1613—1620 годы героической эпохой казацких морских походов.

## Отображение в кинематографии
- Дорога на Сечь (фильм, 1994)